# Ctenocompa hormotris
Ctenocompa hormotris är en fjärilsart som beskrevs av Edward Meyrick 1909. Ctenocompa hormotris ingår i släktet Ctenocompa och familjen säckspinnare. Inga underarter finns listade i Catalogue of Life.